# Perineo
El periné,
perineo (perineum) o suelo pélvico es la región anatómica correspondiente al suelo de la pelvis, conformada por el conjunto de partes blandas que cierran hacia abajo el fondo de la pelvis menor (pelvis minor), la excavación pélvica (cavum pelvis).

## Límites
Los límites del perineo están dados por un marco osteofibroso que tiene forma romboidal, donde:
- el vértice anterior está dado por el borde inferior de la sínfisis del pubis y las ramas isquiopubianas.
- los vértices laterales son las tuberosidades isquiáticas.
- el vértice posterior lo marca la extremidad del cóccix y los ligamentos sacrociáticos mayores.

## División
La superficie romboidal es dividida en dos triángulos trazando una línea transversal entre las tuberosidades isquiáticas. Queda así delimitado:
- un triángulo posterior (o triángulo ano rectal): atravesado por la parte anal del recto, es el «perineo posterior» o «perineo anal».
- un triángulo anterior (o triángulo urogenital): atravesado por la uretra en el hombre, y en la mujer por la uretra y la vagina; es el «perineo anterior» o «perineo urogenital» (diaphragma urogenitale).

La región perineal anterior (diafragma urogenital) posee considerables diferencias entre el hombre y la mujer; mientras que el perineo posterior es igual en ambos sexos.

### Perineo anterior
Topográficamente, de superficial a profundo, el perineo anterior está compuesto por cuatro planos:
1. Plano supraaponeurótico: piel + panículo adiposo + fascia superficialis + tejido celular laminar subcutáneo + túnica celular de las bolsas + arterias perineales superficiales + venas satélites + ramificaciones de las ramas perineal externa y perineal superficial del nervio pudendo interno + ramificaciones del ramo perineal del nervio ciántico menor + linfáticos tributarios de los ganglios inguinales superficiales.
2. Plano superficial musculoaponeurótico: aponeurosis superficial + raíces de los cuerpos cavernosos + bulbo + porción perineal del cuerpo esponjoso + músculo isquiocavernoso + músculo bulbocavernoso + músculo transverso superficial. Los tres músculos limitan un espacio: el triángulo isquiobulbar + ramo bulbouretral del nervio pudendo interno que inerva los 3 músculos del triángulo + tejido celular adiposo + vasos.
3. Plano medio musculoaponeurótico o piso urogenital: aponeurosis perineal media + músculo transverso profundo + músculo esfínter estriado de la uretra + porción de la uretra + paquete vásculonervioso pudendo interno (nervio dorsal del pene + arteria pudenda interna y vena homónima) contenido en un conducto aponeurótico + arteria bulvar y venas homónimas + arteria uretral + glándulas de Cowper.
4. Plano músculoaponeurótico profundo o diafragma pélvico principal: este plano músculo aponeurótico abarca toda la extensión del piso pélvico (perineo anterior y perineo posterior) músculo elevador del ano + músculo isquiococcígeo + aponeurosis perineal profunda.

### Perineo posterior
En el perineo posterior no existen los planos musculoaponeuróticos superficial ni medio. Constituido por un solo plano compartido con el perineo anterior, el plano profundo:
- Ocupado por el conducto anal + esfínter externo del ano + núcleo fibroso central del perineo + fosa isquiorrectal.
- Fosa isquiorrectal o espacio pelvirrectal inferior: es una cavidad llena de grasa que rodea al conducto anal, con forma de barca invertida presenta dos paredes laterales: interna y externa; y un borde superior que une ambas paredes.
  - Pared superointerna: plano muscular continuo: músculo elevador del ano + músculo isquiococcígeo + esfínter del ano + rafe anococcígeo.
  - Pared externa: músculo obturador interno + aponeurosis + paquete vásculonervioso pudendo interno encerrado en el conducto de Alcok.
  - Pared inferior: tegumentos del perineo (piel + celular subcutáneo + panículo adiposo).
  - Cavidad atravesada por: nervio anal (n. hemorroidal) + arteria hemorroidal inferior y vena homónima.

## Descripción del perineo femenino
Los músculos y las aponeurosis del perineo femenino tienen la misma disposición general que el perineo masculino. Las principales diferencias se deben a la separación del aparato genital (vagina) del urinario (uretra) al momento de traspasar la región perineal anterior (diafragma urogenital).
Plano superficial
1. Músculo transverso superficial
2. Músculo isquiocavernoso
3. Músculo bulboesponjoso
4. Músculo esfínter externo del ano

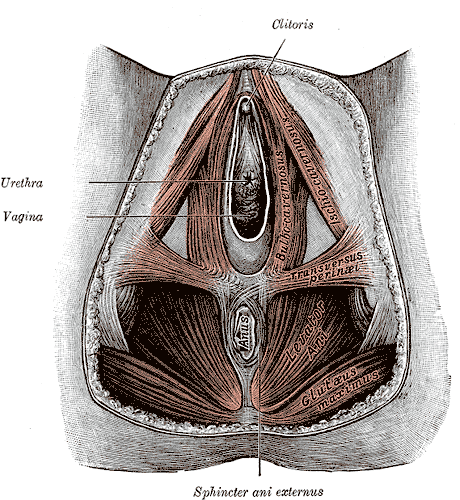
Perineo femenino

5. Músculo constrictor de la vulva (tunica muscularis vaginae): este músculo, al contraerse voluntariamente, estrecha el orificio inferior de la vagina.

Plano medio o diafragma pélvico accesorio.
1. Músculo transverso profundo
2. Músculo esfínter externo de la uretra: se extiende formando un esfínter abierto en su parte posterior, que rodea a la uretra y a la vagina
3. Músculo compresor de la uretra: se extiende desde las paredes anteriores de la uretra hacia las tuberosidades isquiáticas. Cuando se contrae, presiona la uretra contra la vagina

Plano profundo o diafragma pélvico principal.
1. Músculo coxígeo [isquiococcígeo]
2. Músculo elevador del ano

## Descripción del perineo masculino

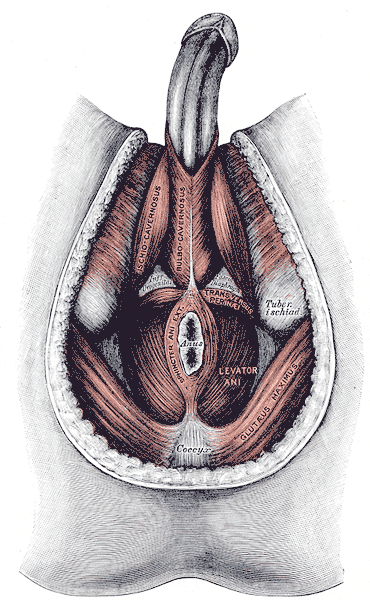
Perineo masculino.

Los nueve músculos perineales se disponen en tres planos: superficial, medio y profundo.
Plano superficial
1. El músculo isquiocavernoso (musculus ischiocavernosus).
2. El músculo bulboesponjoso (musculus bulbo spongiosus) junto con el isquicavernoso intervienen en la erección del pene, pues mediante su contracción comprimen los órganos eréctiles sobre los que se insertan.
3. El músculo transverso superficial del periné (musculus transversus perinei superficialis) contribuiría a la compresión del conducto aanal interviniendo en el proceso defecatorio.
4. El músculo de Houston, un fascículo del isquiocavernoso, comprime la vena dorsal del pene contribuyendo también a mantener la erección evitando el retorno venoso de sangre.
5. El músculo esfínter externo del ano (musculus sphincter ani externus).

Plano medio o urogenital
Estos músculos se sitúan completamente en el triángulo anterior (perineo urogenital).
1. El músculo transverso profundo del periné (musculus transversus perinei profundus) contribuye en gran parte a formar el plano urogenital que sostiene la vejiga y la próstata; también contribuye con su contracción a la erección del pene mediante la constricción de las venas de los cuerpos eréctiles.
2. El músculo esfínter externo de la uretra (musculus sphincter urethrae) cierra la porción membranosa de este conducto.

Plano profundo
Ambos músculos forman un tabique cóncavo llamado diafragma pélvico principal o rectal (diaphragma pelvis), que con un gran hiato permite el paso de la uretra y de los vasos y nervios del pene.
1. El músculo elevador del ano (musculus levator anii) ejerce una acción constrictora del recto, elevación del ano y dilatación parcial del conducto anal. Asimismo participa durante la defecación escindiendo el cilindro fecal con cada contracción.
2. El músculo coxígeo (musculus coccygeus) con sus inserciones forma un plano sólido de sostén al contenido visceral intrapélvico.

## Aponeurosis
Cada uno de los 3 planos musculares del perineo tiene un revestimiento aponeurótico propio. Por lo tanto, existen 3 aponeurosis perineales (fascia perinei):
- Fascia superficial del perineo (fascia superficialis perinei). Situada inmediatamente debajo de los tegumentos, ocupa el espacio angular circunscrito por las ramas isquiopubianas. De forma triangular, ofrece a nuestra consideración:
  - Una cara inferior, con relación a la piel
  - Una cara superior, en relación con el triángulo isquiobulbar y los tres músculos que lo circunscriben
  - Dos bordes laterales, que se adhieren, a derecha e izquierda, al labio anterior de las ramas isquiopubianas
  - El vértice, que se continúa, algo por delante de la sínfisis, con la cubierta fibrosa del pene
  - La base, finalmente, que se incurva por detrás del músculo transverso, para fusionarse con la aponeurosis perineal media

- Aponeurosis perineal media (fascia diaphragmatis uro-genitalis inferior), que presenta las siguientes características:
  - Es el mejor medio de fijación del bulbo del pene y el cuerpo esponjoso a las ramas isquiopubianas
  - Lateralmente está insertada en la cara medial del Isquion y en el borde inferior de las ramas isquiopubianas
  - Luego se adhiere al músculo isquiocavernoso y al cuerpo cavernoso, posteriormente se relaciona con el músculo transverso superficial del perineo
  - Se fija en la túnica albugínea del bulbo y el cuerpo esponjoso, que se encuentran encima del músculo bulboesponjoso
  - Llega al centro tendinoso y superiormente se relaciona con la fascia superficial del diafragma pélvico, e inferiormente con la fascia de recubrimiento superficial del perineo
  - Anteriormente se prolonga entre los cuerpos cavernosos, y en la porción superior de la uretra forma la lámina o cintilla suprauretral. Luego en la porción membranosa de la uretra, se ensancha y conforma el ligamento transverso del periné por delante del músculo transverso profundo del periné, luego se adelgaza y representa la porción retrouretral en el borde inferior del músculo ya señalado

- Fascia profunda del perineo (fascia pelvis).

Los planos aponeuróticos (superficial, medio y profundo) del periné en la mujer se diferencian de los del hombre por estar atravesados por la ancha hendidura media que da paso a la uretra y a la vagina.

## Irrigación e inervación
La inervación del perineo viene dada por el nervio pudendo, un nervio motor y sensitivo, el cual nace del plexo sacro (S2-S4). En su trayecto es acompañado por la arteria pudenda interna, recorriendo las paredes laterales de la pelvis de cada lado adosado al músculo piriforme.
Cuando llega a la espina ciática —aún con un tronco nervioso común— la arteria abandona al nervio, el cual sale de la pelvis por el agujero ciático mayor, da un giro y entra de nuevo a la pelvis por el agujero ciático menor hasta la tuberosidad isquiática, donde comienza a dar sus ramas:
1. Ramas perineales profundas y superficiales, las cuales inervan los planos superficiales y profundos del perineo. Alcanza los tejidos subcutáneos de la vulva. Inerva a los músculos del plano superficial del perineo, la piel y las porciones internas de los labios mayores, menores y el resto del vestíbulo vulvar.
2. Rama hemorroidal inferior, inerva al músculo esfínter externo del ano y a la piel adyacente.
3. Nervio dorsal del clítoris, que es su rama terminal en el sexo femenino y el nervio dorsal del pene, su homólogo masculino.

La irrigación del perineo está dada por la arteria pudenda interna, rama de la arteria hipogástrica o ilíaca interna, que a su vez nace de la arteria ilíaca primitiva. La arteria desciende por delante del plexo sacro, hasta el agujero ciático mayor, por donde alcanza la región glútea. Rodea la espina ciática, pasa por el agujero ciático menor y penetra hasta la tuberosisdad isquiática, hasta terminar en el perineo anterior. A lo largo de su recorrido, de acuerdo a la localización, emergen ramas glúteas, isquio-rectales y perineal anterior. Una vez en la tuberosidad isquiática, produce:
- Ramas hemorroidales inferiores, para el esfínter externo del ano, piel perianal y de la región perineal.
- Ramas perineales superficiales y profundas, ramas terminales pasando por debajo de la sínfisis púbica.
- Arteria dorsal del clítoris.

## Importancia médica
La inspección de la zona tiene importancia médico-sanitaria para el diagnóstico de enfermedades de transmisión sexual y, asimismo, tiene relevancia médico-legal por la posibilidad de recolectar muestras e información, en un contexto médico-forense, ante casos de violación o abuso sexual.